# Baileya; a Quarterly Journal of Horticultural Taxonomy
Baileya; a Quarterly Journal of Horticultural Taxonomy (abreviado Baileya) es una revista con descripciones botánicas que es editada en Ithaca por la Universidad Cornell desde el año 1953 hasta ahora.
Es una revista científica de la taxonomía hortícola, publicada trimestralmente por la Liberty Hyde Bailey Hortorium (Universidad de Cornell). La revista fue fundada en 1953, pero está inactiva. Su nombre rinde homenaje póstumo a Liberty Hyde Bailey.

## Artículos notables
Los siguientes artículos son representativos del enfoque de Baileya en taxonomía vegetal cultivada.
- Moore HE, Jr. 1954. The seersucker plant - Geogenanthus undatus. Baileya 2: 41-45.
- Moore HE, Jr. 1957. Musa and Ensete. The cultivated bananas. Baileya 5: 167-194.
- Egolf DR. 1970. Hibiscus syriacus 'Diana', a new cultivar (Malvaceae). Baileya 17 (2): 75-78.
- Hoshizaki BJ. 1971. The genus Adiantum in cultivation (Polypodiaceae). Baileya 17 (3): 97-144.
- Heiser CB. 1972. Notes on some species of Solanum (Sect. Leptostemonum) in Latin America. Baileya 18 (2): 59-65.
- Hyypio PA. 1973. A note on Syngonanthus elegans(Eriocaulaceae). Baileya 19 (3): 116-117.
- D'Arcy WG, Eshbaugh WH. 1974. New World peppers (Capsicum, Solanaceae) north of Colombia: a resume. Baileya 19: 93-105.
- Heiser CB, Pickersgill B. 1975. Names for the bird peppers (Capsicum - Solanaceae). Baileya 19 (4): 151-156.
- Christie SR, Hall DW. 1979. A new hybrid species of Nicotiana (Solanaceae). Baileya 20 (4): 133 - 136.
- Tucker AO, Hensen KJW. 1985. The cultivars of lavender and lavandin (Labiatae). Baileya 22 (4): 168-177.
- Soreng RJ, Cope EA. 1991. On the taxonomy of cultivated species of the Chrysanthemum genus-complex (Anthemideae : Compositae). Baileya 23 (3): 145-165.
- Whalen MD. 1991. Taxonomy of Saccharum (Poaceae). Baileya 23 (3): 109-125.